# Elnhauser Wasser
Das Elnhauser Wasser (auch: Elnhäuser Wasser) ist ein 5,9 km (über den Waltersbach: 8,5 km) langer, ganz auf Marburger Gemarkung verlaufender, orographisch linksseitiger bzw. nördlicher und gleichzeitig wichtigster Zufluss der Ohe, die über die Allna nach Osten zur Lahn entwässert.

## Geographie

### Verlauf
Das Elnhauser Wasser entspringt an der Südwestflanke der Damshäuser Kuppe Hungert, südlich des Kreisverkehrs zwischen Lahntal-Caldern und den Marburger Ortsteilen Dagobertshausen und Michelbach (Marburg).
Ein zweiter, westlicherer Quellfluss entspringt am sogenannten Elnhauser Grund, am Sattel zwischen Hungert (411,5 m) und der hierzu südsüdwestlichen Koppe (385,4 m).
Während der Bach von nördlichen Richtungen her den namensgebenden Ortsteil Elnhausen durchfließt, nimmt er von rechts (=Westen) den östlich von Damshausen entspringenden Waltersbach auf, dem nach dem Passieren von Dilschhausen auch von links (=Norden) der Calder Bach zugeflossen ist.
Auf etwa halbem Wege zur Mündung fließt nunmehr von links (=Osten) der nördlich von Wehrshausen am Marburger Rücken entspringende Wehrshäuser Bach zu, der den nach ihm benannten Marburger Ortsteil zunächst halb von Westen her umkreist hat und dann die südlichere Dammühle passiert, um schließlich in Ost-West-Richtung zu münden.
Etwa 2,3 km (Luftlinie) südlich von Elnhausen mündet der Bach schließlich in die Ohe – nur gut 500 m nordöstlich der Ohe-Mündung in die Allna bei Hermershausen.

### Einzugsbereich
Das Elnhauser Wasser ist der Hauptfluss der mittleren Elnhausen-Michelbacher Senke (Naturraum 320.11), die das Gladenbacher Bergland (Haupteinheit 320) vom östlicheren Marburger Rücken und somit vom Westhessischen Bergland (Haupteinheitengruppe 34) trennt.

### Zuflüsse
Nachfolgend die wichtigsten Zuflüsse des Elnhauser Wassers mit Länge, Einzugsgebiet und Fließgewässerkennziffer (GKZ):
- Bach aus Dagobertshausen (l; 1,4 km; GKZ 2583266-12)
- Westlicher Quellfluss (r; 2,5 km; GKZ 2583266-14)
- Waltersbach (r; 5,9 km; 8,663 km²; GKZ 2583266-2)
  - Calderbach (l; 1,8 km; Mündung nach 5,036 km² des Waltersbachs; GKZ 258326629-2)
- Wehrshäuser Bach (l; 4,0 km; GKZ 2583266-92)
- Lummersbach[2] (l; 2,2 km; GKZ 2583266-94)

### Hydrologischer Hauptstrang
Über den aus Dilschhausen kommenden, unterhalb des Weilers noch von links den Calderbach aufnehmenden Waltersbach ist das Elnhauser Wasser mit 8,5 km deutlich länger als über seinen nominellen Quelllauf. Auch das Einzugsgebiet des Waltersbachs ist mit 8,663 km² größer als das des Elnhauser Wassers oberhalb (8,393 km²), wodurch er streng hydrologisch der eigentliche Quellarm des Flusssystems der Allna ist, siehe Allna-Abschnitt zur Hauptflussfrage. Unterhalb Elnhausens werden, vor allem durch die beiden Bäche vom Marburger Rücken, weitere 7,177 km² entwässert.